# Alexandre Joly
Alexandre François Marie Joly (ur. 9 października 1971 w Saint-Malo) – francuski duchowny katolicki, biskup Troyes od 2022.

## Życiorys
Święcenia kapłańskie otrzymał 28 czerwca 1997 i został inkardynowany do archidiecezji Rouen. Pracował głównie jako duszpasterz parafialny, był także m.in. diecezjalnym duszpasterzem akademickim, kierownikiem kilku wydziałów kurialnych, wikariuszem biskupim ds. świeckich z misją kanoniczną oraz wikariuszem generalnym archidiecezji.
14 grudnia 2018 papież Franciszek mianował go biskupem pomocniczym archidiecezji Rennes ze stolicą tytularną Privata. Sakry udzielił mu 10 lutego 2019 arcybiskup Pierre d’Ornellas.
11 grudnia 2021 został mianowany biskupem ordynariuszem diecezji Troyes, zaś 23 stycznia 2022 kanonicznie objął urząd.